# Apríl

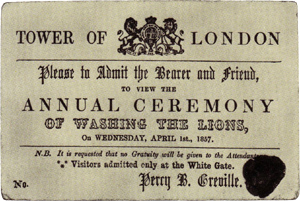
Vstupenka na fiktivní „ceremonii mytí lvů“ v londýnském Toweru, apríl 1857

Apríl je označení pro první dubnový den – 1. duben. Původem může být již íránský svátek Sízdah be-dar. Už od 16. století je apríl spojen s různými žertíky a drobnými zlomyslnostmi, např. u novinářů pak dovoluje tradice překročit rámec serioznosti a vypustit tzv. kachnu, resp. hoax. Problém pak nastává, že lidé neberou vážně ani některé vyloženě seriózní články. Předpokládá se, že svátek vznikl jako reakce na změnu ročního období ze smutné zimy na veselejší jaro. V některých případech se apríl koná současně i 30. dubna, ale tento den již není tolik rozšířen (nebo se koná spíše opak - Honesty Day).

## Apríl v Česku

### Historie

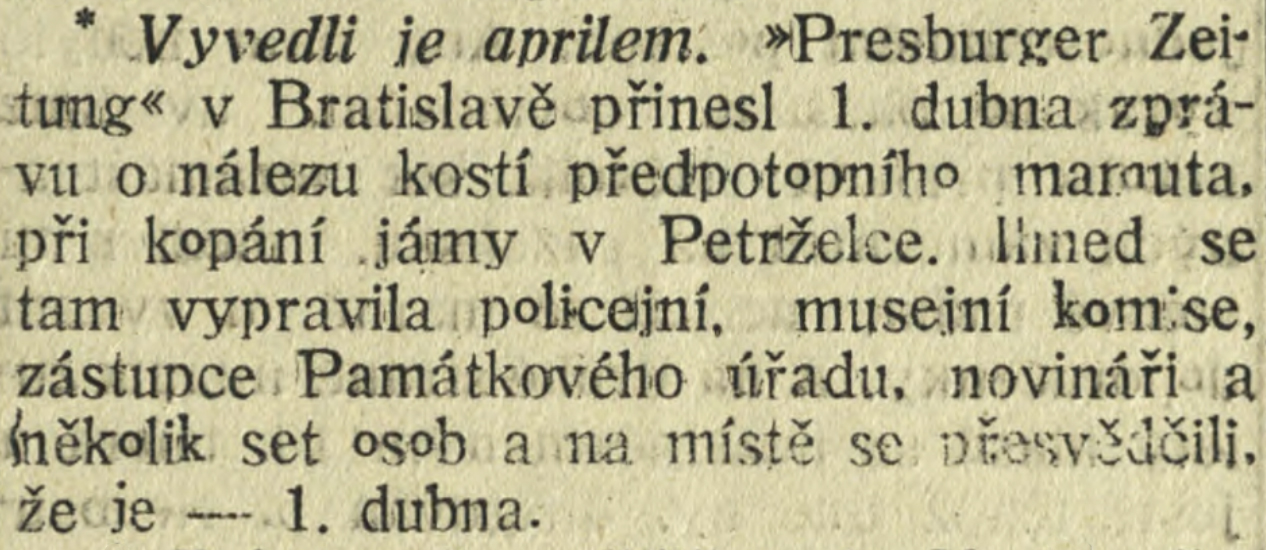
Aprílový žert z roku 1925 se smyšleným nálezem kostry mamuta v Bratislavě. Výstřižek z deníku Český směr ze dne 4. dubna 1925.

Nejedná se o původní český svátek, přišel do Česka z Francie a rychle zdomácněl. První písemná zmínka v Česku apríl zmiňuje v roce 1690 a zápis pochází od Bartoloměje Chrystellia z Prahy. V dřívějších dobách se oběťmi žertíků stávali známí a příbuzní, kterým se posílaly nápady na nákupy neexistujících věcí jako např. ohýbák na cihly, bublinka do vodováhy, závit M0, apod.

### Aktuální užití
Aprílové žerty posledních let se staly mnohem více sofistikované a často reagující na aktuální události daného období. Například v roce 2013, kdy zastupitelstvo Prahy jednalo o výstavbě trasy D pražského metra, v Univerzitních novinách ČZU iZUN se 1. dubna objevila informace, že zastupitelstvo Prahy schválilo investici na vybudování trasy D, která na rozdíl od původních plánů nepovede jihovýchodní částí města, ale bude vedena mezi stanicemi Stadion Strahov a Suchdol s mezilehlými stanicemi Střešovice a Pražský hrad a přestupní stanicí Dejvická pro přestup na linku A. Tento žert se autorovi vydařil, neboť v červenci téhož roku byl Pražském deníku otištěn článek, který obsahoval stejné údaje o novém vedení linky D, jako článek v Univerzitních novinách.

## Původ aprílu ve Francii

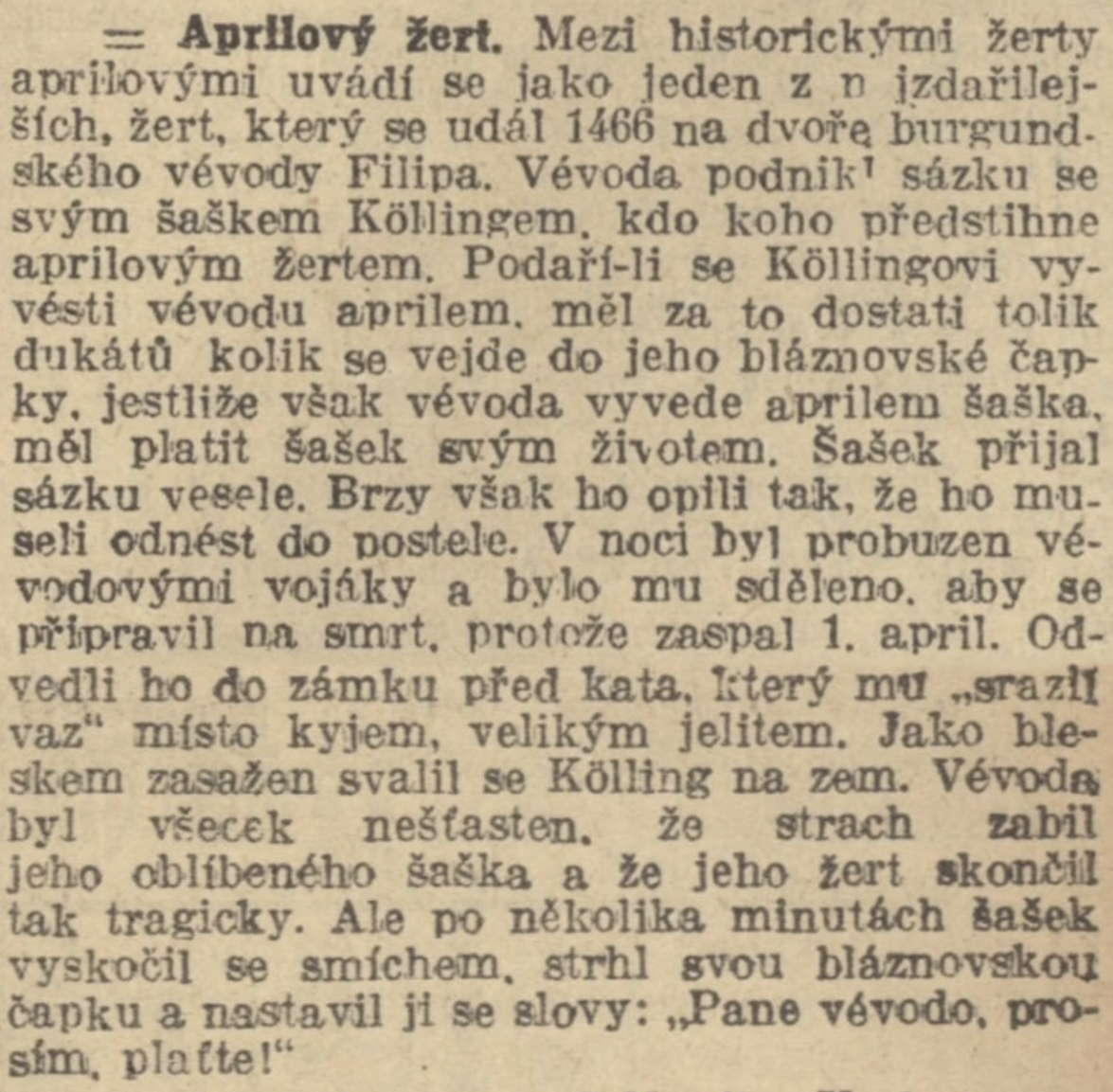
Příběh o aprílovém žertu z roku 1466 v Národních listech, výstřižek ze dne 7. dubna 1889.

Ve Francii se tento den (ale i zvolání při prozrazení žertu) nazývá poisson d’avril, „dubnová ryba“ podle zvyku vystřihovat 1. dubna z papíru rybu a připevnit ji tajně někomu na záda. První zmínka o „dubnové rybě“ je doložená v roce 1466 a tradice „aprílování“ se pak ve Francii rozšířila v šestnáctém a sedmnáctém století. Těší se dodnes oblibě nejen mezi přáteli, nýbrž i v médiích.